# Kuratica
Kuratica é uma aldeia localizada no município de Ohrid, na República da Macedônia do Norte.